# Oz – Hölle hinter Gittern/Episodenliste

Logo zur Serie

Diese Episodenliste enthält alle Episoden der US-amerikanischen Dramaserie Oz – Hölle hinter Gittern, sortiert nach der US-amerikanischen Erstausstrahlung. Zwischen 1997 und 2003 entstanden in sechs Staffeln insgesamt 56 Episoden mit einer Länge von jeweils etwa 55 Minuten.

## Übersicht
| Staffel | Episodenanzahl | Erstausstrahlung USA | Erstausstrahlung USA | Deutschsprachige Erstausstrahlung | Deutschsprachige Erstausstrahlung |
| Staffel | Episodenanzahl | Staffelpremiere      | Staffelfinale        | Staffelpremiere                   | Staffelfinale                     |
| ------- | -------------- | -------------------- | -------------------- | --------------------------------- | --------------------------------- |
| 1       | 8              | 12. Juli 1997        | 25. August 1997      | 24. März 2014                     | 2. April 2014                     |
| 2       | 8              | 11. Juli 1998        | 31. August 1998      | 3. April 2014                     | 14. April 2014                    |
| 3       | 8              | 14. Juli 1999        | 1. September 1999    | 15. April 2014                    | 24. April 2014                    |
| 4       | 16             | 12. Juli 2000        | 25. Februar 2001     | 25. April 2014                    | 16. Mai 2014                      |
| 5       | 8              | 6. Januar 2002       | 24. Februar 2002     | 19. Mai 2014                      | 28. Mai 2014                      |
| 6       | 8              | 5. Januar 2003       | 23. Februar 2003     | 29. Mai 2014                      | 11. Juni 2014                     |

## Staffel 1
Die Erstausstrahlung der ersten Staffel war vom 12. Juli bis zum 25. August 1997 auf dem US-amerikanischen Kabelsender HBO zu sehen. Die deutschsprachige Erstausstrahlung sendete der deutsche Pay-TV-Sender Sky Atlantic HD vom 24. März bis zum 2. April 2014.
| Nr. (ges.) | Nr. (St.) | Deutscher Titel         | Originaltitel                  | Erstausstrahlung USA | Deutschsprachige Erstausstrahlung (D) | Regie                          | Drehbuch    |
| ---------- | --------- | ----------------------- | ------------------------------ | -------------------- | ------------------------------------- | ------------------------------ | ----------- |
| 1          | 1         | Emerald City            | The Routine                    | 12. Juli 1997        | 24. März 2014                         | Darnell Martin                 | Tom Fontana |
| 2          | 2         | Frauenbesuch            | Visits, Conjugal and Otherwise | 14. Juli 1997        | 25. März 2014                         | Nick Gomez                     | Tom Fontana |
| 3          | 3         | Kein Gott in Oz         | God’s Chillin                  | 21. Juli 1997        | 26. März 2014                         | Jean de Segonzac               | Tom Fontana |
| 4          | 4         | Auge um Auge            | Capital P                      | 28. Juli 1997        | 27. März 2014                         | Darnell Martin                 | Tom Fontana |
| 5          | 5         | Angebot und Nachfrage   | Straight Life                  | 4. Aug. 1997         | 28. März 2014                         | Leslie Libman & Larry Williams | Tom Fontana |
| 6          | 6         | Ein verdammtes Vorbild  | To Your Health                 | 11. Aug. 1997        | 31. März 2014                         | Alan Taylor                    | Tom Fontana |
| 7          | 7         | Außer Kontrolle         | Plan B                         | 18. Aug. 1997        | 1. Apr. 2014                          | Darnell Martin                 | Tom Fontana |
| 8          | 8         | Der schlimmste Alptraum | A Game of Checkers             | 25. Aug. 1997        | 2. Apr. 2014                          | Jean de Segonzac               | Tom Fontana |

## Staffel 2
Die Erstausstrahlung der zweiten Staffel war vom 11. Juli bis zum 31. August 1998 auf dem US-amerikanischen Kabelsender HBO zu sehen. Die deutschsprachige Erstausstrahlung sendete der deutsche Pay-TV-Sender Sky Atlantic HD seit dem 3. bis zum 14. April 2014.
| Nr. (ges.) | Nr. (St.) | Deutscher Titel                 | Originaltitel      | Erstausstrahlung USA | Deutschsprachige Erstausstrahlung (D) | Regie            | Drehbuch                                         |
| ---------- | --------- | ------------------------------- | ------------------ | -------------------- | ------------------------------------- | ---------------- | ------------------------------------------------ |
| 9          | 1         | Nach dem Alptraum               | The Tip            | 11. Juli 1998        | 3. Apr. 2014                          | Nick Gomez       | Tom Fontana                                      |
| 10         | 2         | Die clevere Ratte               | Ancient Tribes     | 20. Juli 1998        | 4. Apr. 2014                          | Uli Edel         | Tom Fontana & Sean Jablonski Idee: Tom Fontana   |
| 11         | 3         | Große Männer                    | Great Men          | 27. Juli 1998        | 7. Apr. 2014                          | Bob Balaban      | Tom Fontana & Sean Jablonski Idee: Tom Fontana   |
| 12         | 4         | Junge trifft Junge              | Losing Your Appeal | 3. Aug. 1998         | 8. Apr. 2014                          | Keith Samples    | Tom Fontana & Bradford Winters Idee: Tom Fontana |
| 13         | 5         | Familie und andere Katastrophen | Family Bizness     | 10. Aug. 1998        | 9. Apr. 2014                          | Kathy Bates      | Tom Fontana & Bradford Winters Idee: Tom Fontana |
| 14         | 6         | Bettgenossen                    | Strange Bedfellows | 17. Aug. 1998        | 10. Apr. 2014                         | Alan Taylor      | Tom Fontana                                      |
| 15         | 7         | Wilde Bestien                   | Animal Farm        | 24. Aug. 1998        | 11. Apr. 2014                         | Mary Harron      | Tom Fontana & Debbie Sarjeant Idee: Tom Fontana  |
| 16         | 8         | Flucht aus Oz                   | Escape from Oz     | 31. Aug. 1998        | 14. Apr. 2014                         | Jean de Segonzac | Tom Fontana                                      |

## Staffel 3
Die Erstausstrahlung der dritten Staffel war vom 14. Juli bis zum 1. September 1999 auf dem US-amerikanischen Kabelsender HBO zu sehen. Die deutschsprachige Erstausstrahlung sendete der deutsche Pay-TV-Sender Sky Atlantic HD vom 15. bis zum 24. April 2014.
| Nr. (ges.) | Nr. (St.) | Deutscher Titel        | Originaltitel                 | Erstausstrahlung USA | Deutschsprachige Erstausstrahlung (D) | Regie            | Drehbuch                       |
| ---------- | --------- | ---------------------- | ----------------------------- | -------------------- | ------------------------------------- | ---------------- | ------------------------------ |
| 17         | 1         | Halbwahrheiten         | The Truth and Nothing But…    | 14. Juli 1999        | 15. Apr. 2014                         | Nick Gomez       | Tom Fontana                    |
| 18         | 2         | Napoleons bestes Stück | Napoleon’s Boney Parts        | 21. Juli 1999        | 16. Apr. 2014                         | Matt Dillon      | Tom Fontana                    |
| 19         | 3         | Handschlag mit dem Tod | Legs                          | 28. Juli 1999        | 17. Apr. 2014                         | Keith Samples    | Tom Fontana                    |
| 20         | 4         | Die weiße Frau         | Unnatural Disasters           | 4. Aug. 1999         | 18. Apr. 2014                         | Chazz Palminteri | Tom Fontana & Bradford Winters |
| 21         | 5         | Wir sind alle scheiße  | U.S. Male                     | 11. Aug. 1999        | 21. Apr. 2014                         | Steve Buscemi    | Tom Fontana & Bradford Winters |
| 22         | 6         | Die schlimmste Strafe  | Cruel and Unusual Punishments | 18. Aug. 1999        | 22. Apr. 2014                         | Terry Kinney     | Tom Fontana                    |
| 23         | 7         | Wer bin ich?           | Secret Identities             | 25. Aug. 1999        | 23. Apr. 2014                         | Adam Bernstein   | Tom Fontana & Sunil Nayar      |
| 24         | 8         | Hass liegt in der Luft | Out o’ Time                   | 1. Sep. 1999         | 24. Apr. 2014                         | Barbara Kopple   | Tom Fontana                    |

## Staffel 4
Die Erstausstrahlung der vierten Staffel war vom 12. Juli 2000 bis zum 25. Februar 2001 auf dem US-amerikanischen Kabelsender HBO zu sehen. Die deutschsprachige Erstausstrahlung sendete der deutsche Pay-TV-Sender Sky Atlantic HD vom 25. April bis zum 16. Mai 2014.
| Nr. (ges.) | Nr. (St.) | Deutscher Titel           | Originaltitel          | Erstausstrahlung USA | Deutschsprachige Erstausstrahlung (D) | Regie           | Drehbuch                                    |
| ---------- | --------- | ------------------------- | ---------------------- | -------------------- | ------------------------------------- | --------------- | ------------------------------------------- |
| 25         | 1         | Ursache und Wirkung       | A Cock and Balls Story | 12. Juli 2000        | 25. Apr. 2014                         | Adam Bernstein  | Tom Fontana                                 |
| 26         | 2         | Nachrufe                  | Obituaries             | 19. Juli 2000        | 28. Apr. 2014                         | Kenneth Fink    | Tom Fontana                                 |
| 27         | 3         | Traurige Berühmtheit      | The Bill of Wrongs     | 26. Juli 2000        | 29. Apr. 2014                         | Goran Gajić     | Tom Fontana                                 |
| 28         | 4         | Die letzte Barmherzigkeit | Works of Mercy         | 2. Aug. 2000         | 30. Apr. 2014                         | Adam Bernstein  | Tom Fontana                                 |
| 29         | 5         | Keine Tränen mehr         | Gray Matter            | 9. Aug. 2000         | 1. Mai 2014                           | Brian Cox       | Tom Fontana                                 |
| 30         | 6         | Date mit einem Engel      | A Word to the Wise     | 16. Aug. 2000        | 2. Mai 2014                           | Keith Samples   | Tom Fontana                                 |
| 31         | 7         | Utopia                    | A Town Without Pity    | 23. Aug. 2000        | 5. Mai 2014                           | J. Miller Tobin | Tom Fontana                                 |
| 32         | 8         | Ärger im Paradies         | You Bet Your Life      | 30. Aug. 2000        | 6. Mai 2014                           | Adam Bernstein  | Tom Fontana                                 |
| 33         | 9         | Knast-TV                  | Medium Rare            | 7. Jan. 2001         | 7. Mai 2014                           | Alex Zakrzewski | Tom Fontana Idee: Tom Fontana & Sunil Nayar |
| 34         | 10        | Der Käfig                 | Conversions            | 14. Jan. 2001        | 8. Mai 2014                           | Adam Bernstein  | Tom Fontana                                 |
| 35         | 11        | Die Rache ist mein        | Revenge is Sweet       | 21. Jan. 2001        | 9. Mai 2014                           | Goran Gajić     | Tom Fontana                                 |
| 36         | 12        | Zwei und zwei             | Cuts Like a Knife      | 28. Jan. 2001        | 12. Mai 2014                          | Steve Buscemi   | Tom Fontana                                 |
| 37         | 13        | Dämonen                   | Blizzard of ’01        | 4. Feb. 2001         | 13. Mai 2014                          | Leslie Libman   | Tom Fontana                                 |
| 38         | 14        | Orpheus in der Unterwelt  | Orpheus Descending     | 11. Feb. 2001        | 14. Mai 2014                          | Gloria Muzio    | Tom Fontana, Sunil Nayar & Sean Whitesell   |
| 39         | 15        | Der große Plan            | Even the Score         | 18. Feb. 2001        | 15. Mai 2014                          | J. Miller Tobin | Tom Fontana, Sunil Nayar & Sean Whitesell   |
| 40         | 16        | Worte und Taten           | Famous Last Words      | 25. Feb. 2001        | 16. Mai 2014                          | Adam Bernstein  | Tom Fontana & Sean Whitesell                |

## Staffel 5
Die Erstausstrahlung der fünften Staffel war vom 6. Januar bis zum 24. Februar 2002 auf dem US-amerikanischen Kabelsender HBO zu sehen. Die deutschsprachige Erstausstrahlung sendete der deutsche Pay-TV-Sender Sky Atlantic HD vom 19. bis zum 28. Mai 2014.
| Nr. (ges.) | Nr. (St.) | Deutscher Titel          | Originaltitel              | Erstausstrahlung USA | Deutschsprachige Erstausstrahlung (D) | Regie           | Drehbuch                       |
| ---------- | --------- | ------------------------ | -------------------------- | -------------------- | ------------------------------------- | --------------- | ------------------------------ |
| 41         | 1         | Besuchstag               | Visitation                 | 6. Jan. 2002         | 19. Mai 2014                          | Alex Zakrzewski | Tom Fontana                    |
| 42         | 2         | Unsterbliche Seelen      | Laws of Gravity            | 13. Jan. 2002        | 20. Mai 2014                          | Rob Morrow      | Tom Fontana & Sean Whitesell   |
| 43         | 3         | Leben und sterben lassen | Dream a Little Dream of Me | 20. Jan. 2002        | 21. Mai 2014                          | Adam Bernstein  | Tom Fontana & Sean Whitesell   |
| 44         | 4         | Blutige Botschaft        | Next Stop, Valhalla        | 27. Jan. 2002        | 22. Mai 2014                          | J. Miller Tobin | Tom Fontana & Sunil Nayar      |
| 45         | 5         | Glück und Glas           | Wheel of Fortune           | 3. Feb. 2002         | 23. Mai 2014                          | Terry Kinney    | Tom Fontana & Sunil Nayar      |
| 46         | 6         | Talentshow               | Variety                    | 10. Feb. 2002        | 26. Mai 2014                          | Roger Rees      | Tom Fontana & Bradford Winters |
| 47         | 7         | Gute Vorsätze            | Good Intentions            | 17. Feb. 2002        | 27. Mai 2014                          | Adam Bernstein  | Tom Fontana & Bradford Winters |
| 48         | 8         | Endstation               | Impotence                  | 24. Feb. 2002        | 28. Mai 2014                          | Alex Zakrzewski | Tom Fontana                    |

## Staffel 6
Die Erstausstrahlung der sechsten Staffel war vom 5. Januar bis zum 23. Februar 2003 auf dem US-amerikanischen Kabelsender HBO zu sehen. Die deutschsprachige Erstausstrahlung sendete der deutsche Pay-TV-Sender Sky Atlantic HD vom 29. Mai bis zum 11. Juni 2014.
| Nr. (ges.) | Nr. (St.) | Deutscher Titel                       | Originaltitel                            | Erstausstrahlung USA | Deutschsprachige Erstausstrahlung (D) | Regie             | Drehbuch                                    |
| ---------- | --------- | ------------------------------------- | ---------------------------------------- | -------------------- | ------------------------------------- | ----------------- | ------------------------------------------- |
| 49         | 1         | Das Böse schläft nicht                | Dead Man Talking                         | 5. Jan. 2003         | 29. Mai 2014                          | Adam Bernstein    | Tom Fontana                                 |
| 50         | 2         | Der böse Blick                        | See No Evil, Hear No Evil, Smell No Evil | 12. Jan. 2003        | 30. Mai 2014                          | Marc Klasfeld     | Tom Fontana & Sunil Nayar                   |
| 51         | 3         | Der Klang des Nichts                  | Sonata da Oz                             | 19. Jan. 2003        | 2. Juni 2014                          | Judy Dennis       | Tom Fontana & Sunil Nayar                   |
| 52         | 4         | Die Schlinge um den Hals              | A Failure to Communicate                 | 26. Jan. 2003        | 3. Juni 2014                          | David Von Ancken  | Tom Fontana & Bradford Winters              |
| 53         | 5         | Vergeben oder verrecken               | 4giveness                                | 2. Feb. 2003         | 4. Juni 2014                          | John Henry Davis  | Tom Fontana & Bradford Winters              |
| 54         | 6         | Lebende Tote                          | A Day in the Death…                      | 9. Feb. 2003         | 5. Juni 2014                          | Daniel Loflin     | Tom Fontana, Sunil Nayar & Bradford Winters |
| 55         | 7         | Treibgut des Lebens                   | Junkyard Dawgs                           | 16. Feb. 2003        | 6. Juni 2014                          | Theodore Bogosian | Tom Fontana & Chuck Schweitzer              |
| 56         | 8         | Hoffnungen und Träume Du bist der Tod | Exeunt Omnes                             | 23. Feb. 2003        | 10. Juni 2014 11. Juni 2014           | Alex Zakrzewski   | Tom Fontana                                 |